# Фарково
Фарково — село в Туруханском районе Красноярского края. Находится на межселенной территории, в прямом подчинении администрации района. В селе живёт более половины селькупов Красноярского края.

## Географическое положение
Село расположено в 45 км к западу от центра района — села Туруханск, на правом берегу реки Турухан, на месте впадения в него реки Фарковки.

## История
Урочище Фарковское упоминается как место выхода стойбищ инородцев ещё в конце XIX века. По материалам Туруханской Приполярной экспедиции (1926-1928), в фактории Фарково проживало 15 семей остяко-самоедов. В 1927 году до села Фарково был впервые проложен путь по р. Турухан (пароход «Кооператор», капитан В. В. Ильинский). В 1930 годах в Фаркове организовывается колхоз имени П. Г. Смидовича. Основное занятие колхозников рыбалка и добыча пушнины. В эти годы открывается школа, сначала начальная, потом семилетняя и интернат со своим хозяйством, позволяющий обеспечивать питание детей и зарплату работникам школы. В 60-е годы XX века в Фарково организован участок Северо-Туруханского госпромхоза. В 1966 году Баишенский сельский совет переименовывается в Фарковский с центром в селе Фарково.

## Население
| 2006 | 2010 |
| ---- | ---- |
| 327  | ↘278 |

Гендерный состав
По данным Всероссийской переписи населения 2010 года в гендерной структуре населения мужчины составляли 49,6 %, женщины — 50,4 %.
Национальный состав
Село Фарково – единственное место компактного проживания селькупов в Красноярском крае. Согласно результатам переписи 2002 года, в национальной структуре населения селькупы составляли 70 %. 

## Инфраструктура
В селе имеются ФАП, библиотека-филиал №10 Туруханской МЦИБС, сельский дом культуры МККДУ «Туруханский РДК», детский сад. В МКОУ «Фарковская средняя школа» обучается более 100 учеников,  в 2014 году начато строительство нового здания. В Фаркове есть телефонная связь и интернет.